# パルヴィズ・ブロウマンド
パルヴィズ・ブロウマンド（Parviz Broumand Sharifi、1972年9月11日 - ）は、イランの元サッカー選手。元イラン代表。ポジションはゴールキーパー。

## 来歴
1998年4月にイラン代表デビュー。出場機会は無かったが1998 FIFAワールドカップのメンバーにも選ばれた。AFCアジアカップ2000では全4試合に出場した。2001年までに20試合に出場した。

## 代表歴

### 出場大会
- イラン代表
  - 1998 FIFAワールドカップ

### 試合数
- 国際Aマッチ 20試合 0得点（1998年-2001年）[1]

| イラン代表 | 国際Aマッチ | 国際Aマッチ |
| 年         | 出場        | 得点        |
| ---------- | ----------- | ----------- |
| 1998       | 2           | 0           |
| 1999       | 2           | 0           |
| 2000       | 14          | 0           |
| 2001       | 2           | 0           |
| 通算       | 20          | 0           |